# 中央公園
中央公園（英語：Central Park）是位于紐約市曼哈顿上西城和上东城之间的一座大型城市公园，也是美国第一座城市公园。其占地341公顷（843英亩），是纽约市第六大的公园。截至2016年，中央公园每年接待4200万游客，是美国造访人数最多的城市公园。
1840年，纽约市市民开始提议在曼哈顿新建一座大型公园:23,251853年7月，纽约州立法机构通过了《中央公园法》，授权将一片占地315公顷的土地用作公园:29-30。1858年，景观设计师弗雷德里克·劳·奥姆斯特德以“草坪計劃”（Greensward Plan）在中央公园的设计竞赛中获胜。同年，公园开工建设。1858年底，公园西南部的湖泊作为首个完工区域向公众开放:32-33。1859年，中央公园继续向北扩建，直到1876年公园才最后完工:292。20世纪初，由于维护经费不足和大萧条的影响，公园的环境和设施条件不断恶化。1930年代，纽约市公园专员罗伯特·摩西对中央公园进行了一系列修复和改造。20世纪后期，管理的疏忽导致公园环境品質再度下降，部分建筑遭到破坏。 1980年，非营利组织中央公園保护协会成立并开始对公园进行修整和翻新。中央公园归纽约市公园和娱乐部所有，但1998年中央公园保护协会与市政府签定協議，由协会负责公园的管理和運作。
中央公园内有多处湖泊，并建有各种生态景观和娱乐设施，动植物资源丰富。中央公园是多部电影的取景地，其文化地位和影响力亦使其成为世界城市公园的典范。1963年，其被美国内政部评為国家历史名胜，并于1974年被评为纽约市地标。

## 场地
公園北面為中央公園北街（公園以西稱大教堂大道，以東稱110街），東面為第五大道，南面是哥倫布圓環及中央公園南街（第五大街道以東稱59街），西面為中央公園西街（哥倫布圓環以南稱第八大道）。
公園由後來開拓布魯克林區展望公园的Frederick Law Olmsted和Calvert Vaux設計。看似天然的公園，其景觀實際上經過精心營造：內有數個人工湖、漫長的步行徑、兩個滑冰場、一個野生動物保護區、多處草地供各種體育愛好者使用，以及兒童遊樂場。由於吸引到候鳥前來，這裡也是觀鳥的好去處。長10公里的環園道路深受慢跑者、騎自行車者以及滾軸溜冰喜愛，尤其是在週末，以及晚上七時後禁止汽車通行的時候。夏季時常吸引許多遊客著泳裝在草地上做日光浴。

## 訪客
中央公園是美國訪問量最大的城市公園，也是全球訪問量最大的旅遊景點之一，2016年有4200萬遊客。但是，不重複訪問者的數量要少得多；中央公園保護協會在2011年發布的一份報告顯示，每年有8–900萬獨立人士參觀公園，他們共參觀公園3,370萬至3,800萬次。這個數據比2009年記錄的2500萬遊客和1973年的1230萬遊客有所增加。
遊客人數在公園到訪者總數中所佔的比例要低得多：2009年，2500萬公園訪客中，有五分之一是遊客。中央公園保護協會在2011的報告中給出的公園使用率亦非常類似：只有14%的訪問量來自於首次訪問中央公園的人。根據該報告，將近三分之二的遊客定期造訪公園，至少每週進入公園一次，約70％的訪問者居住在紐約市。此外，公園訪問量在夏季週末達到高峰，而大多數遊客在公園內進行被動休閒活動，如步行或觀光，而不是積極運動。

## 歷史

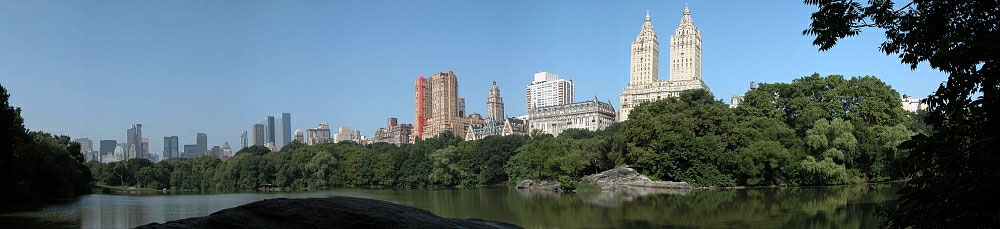
中央公園（2004年）。哥倫布圓環位於該照片左側邊界附近

中央公園空拍照

### 早期
中央公園本來不屬於1811年紐約市規劃一部份，然而，在1821-1855年間，紐約市人口增長了四倍。隨著城市擴展，很多人選擇到一些比較開放的空間居住（主要是墓地），以避開嘈雜及混亂的生活。不久，當時Evening Post（即今紐約郵報）編輯和詩人威廉·卡倫·布萊恩特表示紐約需要一個大型公園。1844年，美國首位景觀建築師──唐寧，亦主張紐約市需要一個公園。很多有影響力的紐約人亦認為，紐約需要一個可以露天駕駛的地方，就像巴黎的布洛涅森林和倫敦的海德公園。1853年，紐約州議會把從59街到106街的700畝（2.8平方公里）劃為興建公園的地點。它是曼哈頓島上最大的公園。

### 初期發展
紐約州成立了中央公園委員會監管公園的發展，並在1857年舉辦公園設計比賽，由景觀建築師奧姆斯特德及卡爾弗特·沃克斯的「草坪規劃」成為得獎設計。
在公園建造前，原本在該土地居住的居民需要離開，而他們多半是貧窮的非洲裔美國人、德國或愛爾蘭移民。他們多居住於比較小的村莊（例如塞內卡村）。1857年，在公共用地徵收法規下，該土地被收回，而塞尼加村及其他群落則被拆除以讓出空間興建公園。
1860年，奧姆斯特德被安德鲁·哈斯威爾·格林取代成為中央公園的負責人，成為委員會的主席。但他仍然努力令公園的建造工程儘快完成，並且继续在公園北邊的106街及110街額外購買65畝土地的協商。
1860年至1873年之間，中央公園的工程取得極大的進展，而很多困難亦已經解決了。期間，在紐澤西州有超過14,000立方公尺的表土被運送過來作為支撐樹木及各種植物。最後，中央公園終於在1873年正式完工。

### 20世紀
隨著公園完成，它很快就陷入衰落了。其中一個主要原因是坦慕尼协会的漠不關心，坦慕尼协会是紐約當時最具影響力的政治機構。
約在20世紀初，中央公園就面對著各種的新問題。當時汽車已發明了，並變得愈來愈普及，汽車帶來了污染的問題。公眾的心態亦有改變，公園不再只是用作散步及野餐，亦要作為運動或其他娛樂活動。在中央公園委員會於1870年解散後，安德鲁·格林亦不再參與中央公園的計劃，而沃克斯亦於1870年去世，公園開始無人負責維修及保養，甚至沒有人移走公園內已枯死的樹木等。數十年來，當局對於公園內的破壞行為及棄置垃圾等問題都不加理會。
1934年，當共和黨的費雷羅·瓜迪亞被選為紐約市市長後，這一切終於有改變了。他聯合了當時5個和公園有關的部門，並派摩西斯負責整頓公園。在一年間，摩西斯除了整頓中央公園外，亦順道清理紐約市的其他公園：他重新種植了草坪及花卉，移去枯萎了的樹木，把牆壁重新噴砂及維修橋樑等。公園亦被重新設計及建造，草坪規劃的目的是打造一個田園景色，摩西斯認為公園應該用作消遣用途，於是把兩個計劃結合在一起——公園將擁有19個遊樂場、12個球場及手球場。在羅斯福新政中，摩西斯得到一筆資金，並獲得公眾的捐款，使中央公園再次熱鬧起來。

### 1960年至1980年
1960年代標誌著中央公園的「大時代」，它反映著當時廣泛的文化及政治潮流。從1970年起，中央公園就成為各大小規模活動的舉辦地點，包括政治集會、示威活動、慶祝活動及大型音樂會等。
與此同時，紐約市正經歷著經濟及社會危機，居民紛紛離開紐約市，移居到郊區。當時的犯罪率十分高。而公園並面臨經費被削減及缺乏具經驗的管理。

## 图片

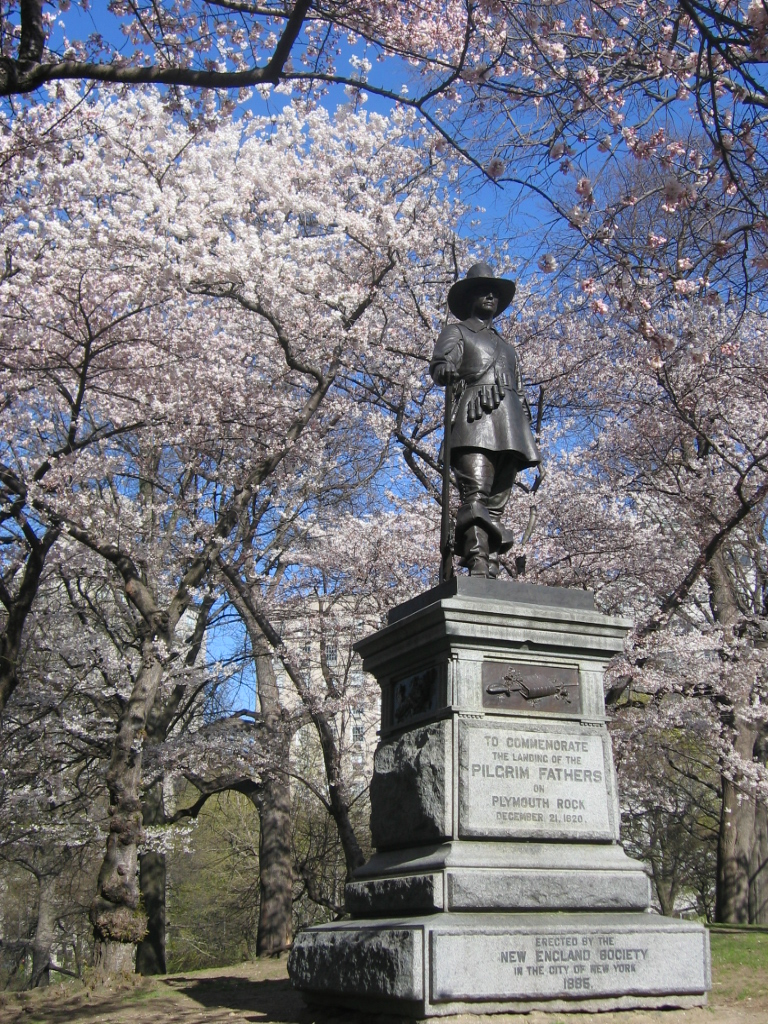
朝聖者之父紀念像
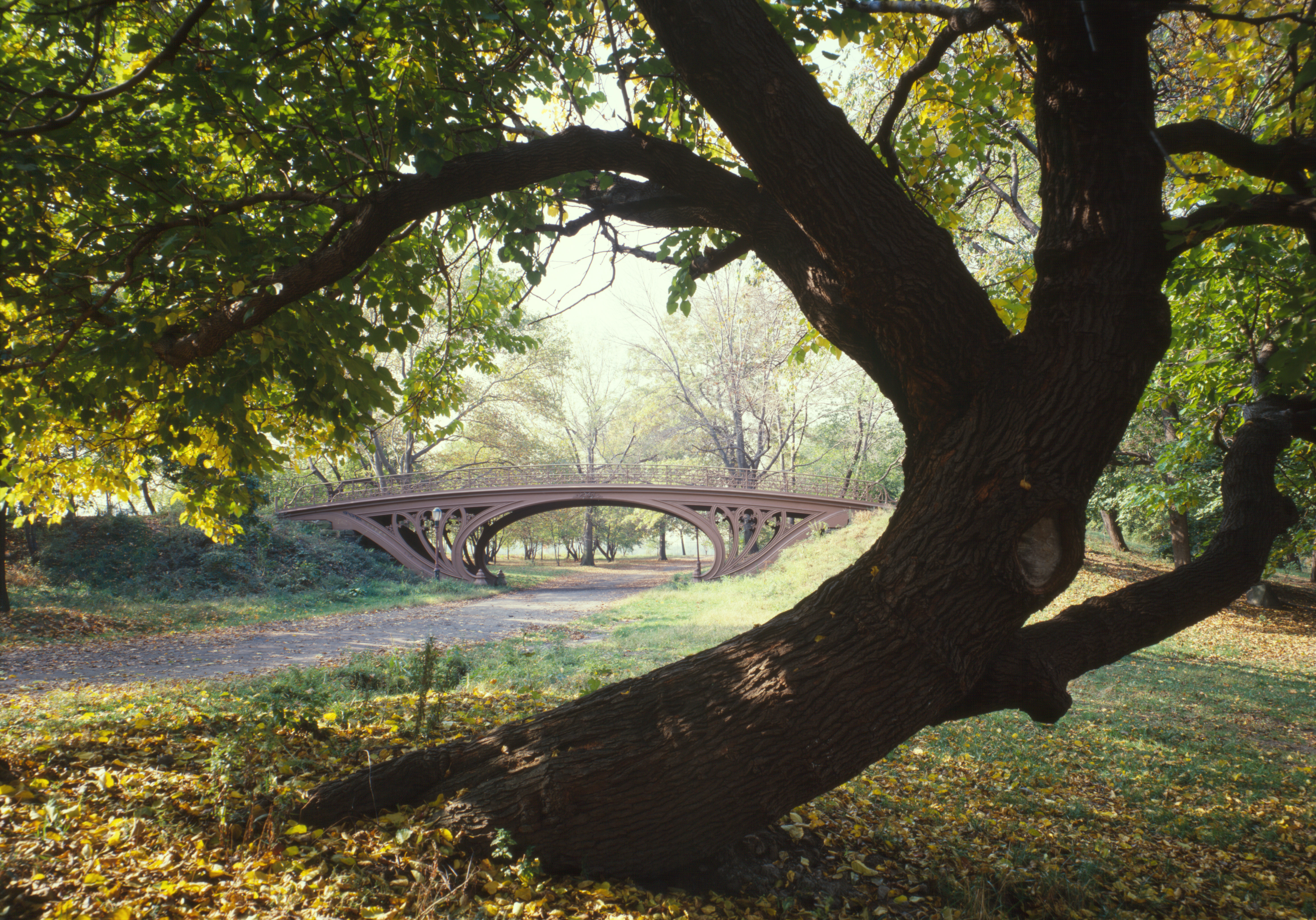
中央公園的景色
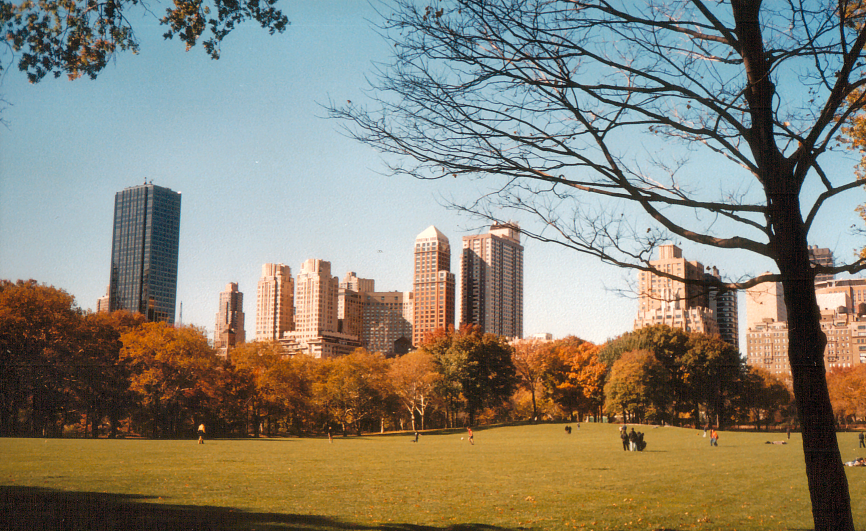
中央公園週邊大樓的景色
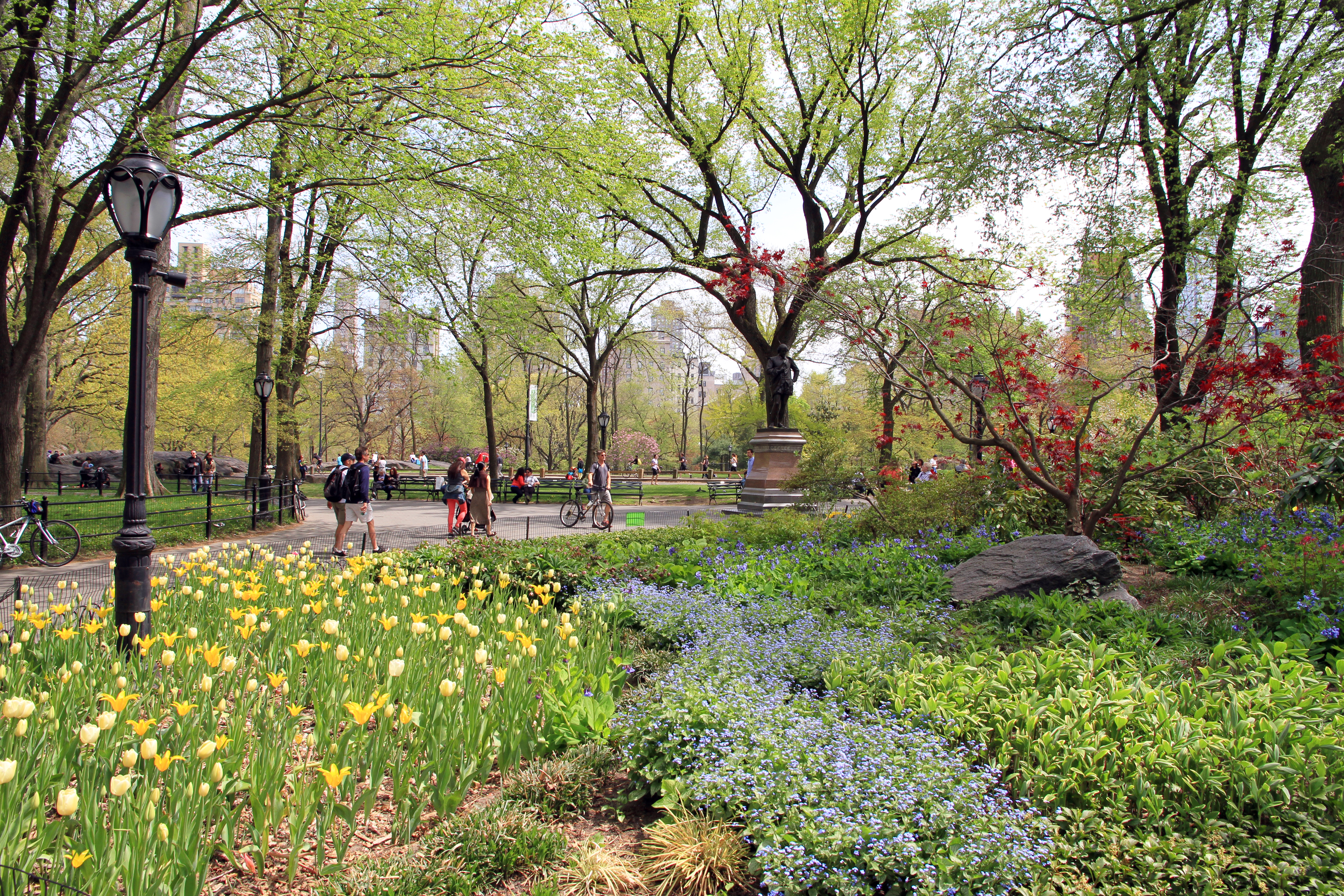
中央公園一隅

## 参看
- 紐約市

## 資料來源
1. ↑  . Travel + Leisure by various contributors. 2011-10  [2012-01-13]. （原始内容存档于2013-01-27）.
2. ↑  . Travel + Leisure. 2011-10  [2012-01-13]. （原始内容存档于2012-01-19）.
3. ↑  . National Register of Historic Places. National Park Service. 2007-01-23.
4. 1 2  Rosenzweig, Roy & Blackmar, Elizabeth. The Park and the People: A History of Central Park. Cornell University Press. 1992. ISBN 0-8014-9751-5.
5. ↑  . The New York Times. 1858-04-30  [2024-04-21]. ISSN 0362-4331. （原始内容存档于2019-04-01） （美国英语）.
6. ↑  Kinkead, Eugene. Central Park, 1857-1995: The Birth, Decline, and Renewal of a National Treasure. Norton. 1990. ISBN 0-393-02531-4.
7. ↑  Taylor, Dorceta E. The Environment and the People in American Cities, 1600s–1900s: Disorder, Inequality, and Social Change. Duke University Press. 2009. ISBN 978-0-8223-4451-3.
8. ↑  Waxman, Sarah. .   [2016-01-08]. （原始内容存档于2022-07-17）.